# 朴浚圭
朴浚圭（1964年6月27日—），韓國男演員。

## 演出作品

### 電視劇
- 1996年：KBS《顏色》第1話 白色
- 2002年：SBS《野人時代》
- 2002年：MBC《回憶》
- 2003年：SBS《武人時代》飾演 李高
- 2003年：MBC《茶母》飾演 興福
- 2003年：SBS《狎鷗亭宗家》
- 2004年：SBS《張吉山》
- 2007年：KBS《我是老師》飾演 劉在昆
- 2008年：MBC《天下絕色朴貞今》
- 2008年：KBS《我的愛金枝玉葉》飾演 白俊植
- 2010年：KBS《瑪麗外宿中》飾演 鄭錫
- 2011年：SBS《武士白東秀》飾演 黑薩摩
- 2012年：MBC《阿娘使道傳》飾演 閻羅大王
- 2014年：tvN《不要戀愛要結婚》飾演 朱慶表
- 2015年：SBS《誕生吧！家族》飾演 崔達秀
- 2015年：MBC《Kill Me Heal Me》飾演 吳大吾
- 2015年：MBC《華政》飾演 金瑬
- 2017年：MBC《逆賊：偷百姓的盜賊》飾演 牛角
- 2018年：SBS《Return》飾演 朴律師
- 2018年：KBS《我們遇見的奇蹟》飾 宋賢哲B認識的高利貸（特別演出）
- 2018年：MBC《檢法男女》飾演 姜東植
- 2019年：MBC《檢法男女2》飾演 姜東植

### 電影
- 1992年：《末班車來客》
- 1995年：《幸福的黃手帕》
- 1996年：《慈悲》
- 1996年：《Karuna》
- 2000年：《英雄本色》
- 2001年：《頭師父一體》
- 2001年：《野蠻師生》
- 2002年：《色即是空》
- 2002年：《黑幫四賤客》
- 2003年：《我老婆是大佬2》
- 2005年：《夢精記2》
- 2005年：《搭訕的法則》
- 2006年：《救世主》
- 2006年：《誰上我的床（朝鲜语：누가 그녀와 잤을까?）》飾演 裴在成
- 2006年：《九尾狐家族》
- 2007年：《精彩我生活（朝鲜语：브라보 마이 라이프）》
- 2016年：《時間脫離者》

### 綜藝節目
- 2004年：SBS《X-Man》EP22.EP25.EP31.EP34.EP40.EP42.EP50.EP70
- 2006年：SBS《X-Man》EP03
- 2010年：SBS《強心臟》EP31.EP32
- 2010年：SBS《Running Man》 EP.08 with 宋茜、李準
- 2011年：SBS《Running Man》 EP.34 with Uie
- 2012年：SBS《Running Man》 EP.90 with 朴相勉、李德華
- 2013年：KBS《Happy Together 3》EP301.EP320
- 2013年：JTBC《神話放送》EP52
- 2013年：KBS《大國民脫口秀-你好》EP140

## 獎項
| 年度   | 頒獎典禮    | 獎項                  | 作品     | 結果 |
| ------ | ----------- | --------------------- | -------- | ---- |
| 2018年 | MBC演技大賞 | 月火迷你劇部門 助演獎 | 檢法男女 | 提名 |

## 外部連結
- NAVER